# Claye-Souilly

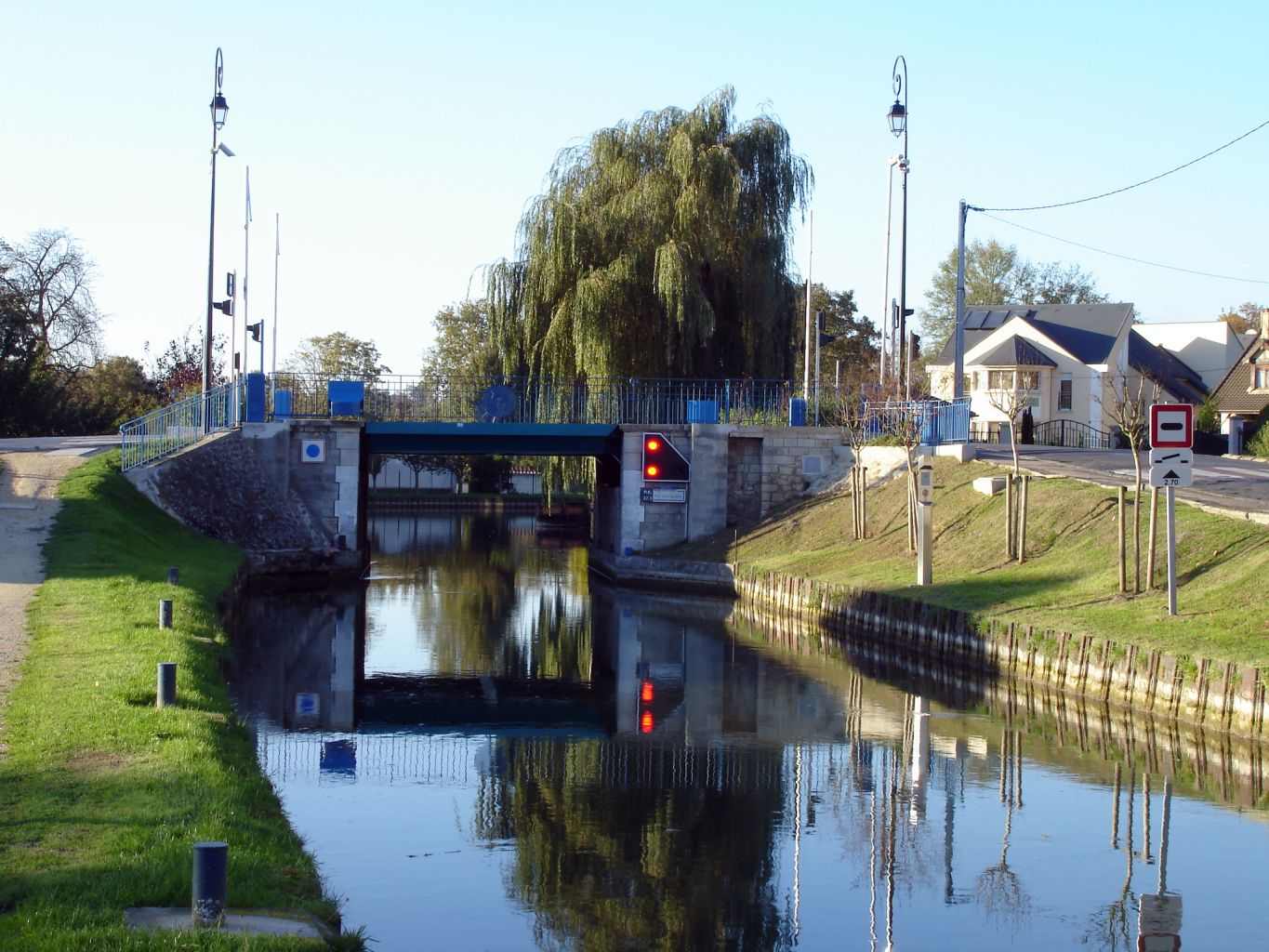
Slussen

Claye-Souilly är en kommun i departementet Seine-et-Marne i regionen Île-de-France i norra Frankrike. Kommunen ligger i kantonen Claye-Souilly som tillhör arrondissementet Torcy. År 2022 hade Claye-Souilly 12 381 invånare.

## Befolkningsutveckling
Antalet invånare i kommunen Claye-Souilly
| Referens: INSEE |